# Liste der Monuments historiques in Lironcourt
Die Liste der Monuments historiques in Lironcourt führt die Monuments historiques in der französischen Gemeinde Lironcourt auf.

## Liste der Objekte
| Bezeichnung                 | Beschreibung                                                                            | Standort                        | Kennzeichnung | Schutzstatus | Datum | Bild |
| --------------------------- | --------------------------------------------------------------------------------------- | ------------------------------- | ------------- | ------------ | ----- | ---- |
| Hauptaltar                  | Altartisch, Tabernakel und Retabel; Holz, farbig gefasst und vergoldet, 18. Jahrhundert | in der Kirche St-Valbert (Lage) | PM88000509    | Classé       | 1968  |      |
| Skulptur Heiliger Waldebert | Stein, farbig gefasst, 16. Jahrhundert                                                  | in der Kirche St-Valbert (Lage) | PM88000510    | Classé       | 1968  |      |